# Рату
Рату — защитник или страж зороастрийской веры, избранник Ахура Мазды. В зороастрийской иерархии рату стоит выше мобедан мобеда.
Рату доказывает свой статус через прохождение испытания огнём (ордалия). Рату отделяет ложь от истины в вопросах вероучения и считается непогрешимым.
По убеждению зороастрийцев последним рату на земле был высший зороастрийский священник Адарбад сын Мехраспанда (пехл. adurbad i maraspandan) во времена правления Шапура II (309—379 н. э.). Адарбад прошёл несколько судов и испытаний, во время одного из которых ему на грудь была вылита расплавленная медь. Адарбад сын Мехраспанда завершил восстановление и кодификацию «Авесты» и совершил суд над еретиками и лжеучителями.